# Louis Bromfield
Louis Bromfield (Mansfield, 1896. december 27. –‎ Columbus, 1956. március 18.) amerikai író és természetvédő. Az 1920-as években bestseller-regényíróként újra feltalálta magát farmerként az 1930-as évek végén, és a fenntartható és biogazdálkodás egyik legkorábbi támogatója lett az Egyesült Államokban. 1927-ben elnyerte a Pulitzer-díjat az Early Autumn című regényéért, megalapította a kísérleti Malabar Farmot az ohiói Mansfield közelében, és fontos szerepet játszott a korai környezetvédelmi mozgalomban.

## Életrajza

### Fiatalkora
Lewis Brumfield az ohiói Mansfieldben született 1896-ban Charles Brumfield bankpénztáros és ingatlanspekuláns, valamint Annette Marie Coulter Brumfield, egy ohiói farmer lánya gyermekeként. (Brumfield később "Louis Bromfield"-re változtatta nevének írásmódját, mert úgy gondolta, hogy ez előkelőbbnek tűnik.)
Fiúként Bromfield szeretett nagyapja farmján dolgozni. 1914-ben beiratkozott a Cornell Egyetemre, hogy mezőgazdaságot tanuljon. Családja anyagi helyzetének romlása miatt azonban már egy félév után le kellett mondania. Mélyen eladósodott, szülei eladták házukat Mansfield központjában, és Bromfield nagyapjának farmjára költöztek a város szélére. 1915 és 1916 között Bromfield küzdött a terméketlen családi gazdaság újjáélesztéséért, erről az élményről később keserűen írt a The Farm című önéletrajzi regényében. 1916-ban beiratkozott a Columbia Egyetemre, hogy újságírást tanuljon, ahol beavatták a Phi Delta Theta testvériségbe. A Columbiában töltött ideje rövid volt; kevesebb, mint egy év után távozott, hogy önkéntesként az első világháborúban az American Field Service-nél jelentkezzen.
Bromfield az Amerikai Hadsereg Mentőhadtestének 577-es részlegében szolgált, és a francia gyalogsághoz tartozott. Jelentős akciókat látott a Ludendorff offenzíva és a 100 napos offenzíva során, és 1918 nyarán rövid időre a német hadsereg fogságába esett. Bár később azt állította, hogy croix de guerre (francia hadikereszt) kitüntetést kapott, a francia vagy amerikai katonai feljegyzésekben nincs bizonyíték erre a kitüntetésre.

### New York
Bromfieldet 1919-ben bocsátották el a hadseregtől. New Yorkban kapott munkát, többek között újságíróként, kritikusként és reklámmenedzserként. 1921-ben feleségül vette a társasági szereplőt, Mary Appleton Woodot egy kis ünnepségen, a Massachusetts állambeli Ipswichben található családi háza közelében. Három lányuk született: Ann Bromfield (1925-2001), Hope Bromfield (1927-2016) és Ellen Bromfield (1932-2019).
1924-ben Bromfield kiadta első regényét, a The Green Bay Tree-t, amelyben egy önfejű, független női főszereplő szerepelt – ez a vonás számos későbbi könyvében is megismétlődött. 1925-ben jelent meg egy második regény, a Possession. Stuart Sherman, John Farrar és a kor más vezető kritikusai dicsérték korai fikcióinak minőségét.

### Párizs és Hollywood
1925 novemberében Bromfield Párizsba költözött, ahol kapcsolatba került a Lost Generation számos központi alakjával, különösen Gertrude Steinnel és Ernest Hemingway-vel. Harmadik regénye, az Early Autumn, amely felesége puritán New England-i hátterét ábrázolja, 1927-ben elnyerte a Pulitzer-díjat. „Ő az összes fiatal amerikai regényíró közül a legjobb és a legéletbevágóbb” – írta John Carter abban az évben a New York Timesban.
Bromfield az 1920-as évek végén és az 1930-as évek elején folytatta a legkelendőbb regények írását, köztük az A Good Woman, az The Strange Case of Miss Annie Spraag (Annie Spraag kisasszony furcsa esete) és a The Farm című önéletrajzi regényt, amely családja mezőgazdasági múltját romantizálta. Rövid ideig dolgozott Hollywoodban is Samuel Goldwyn Jr. szerződéses forgatókönyvírójaként.

### Senlis és India

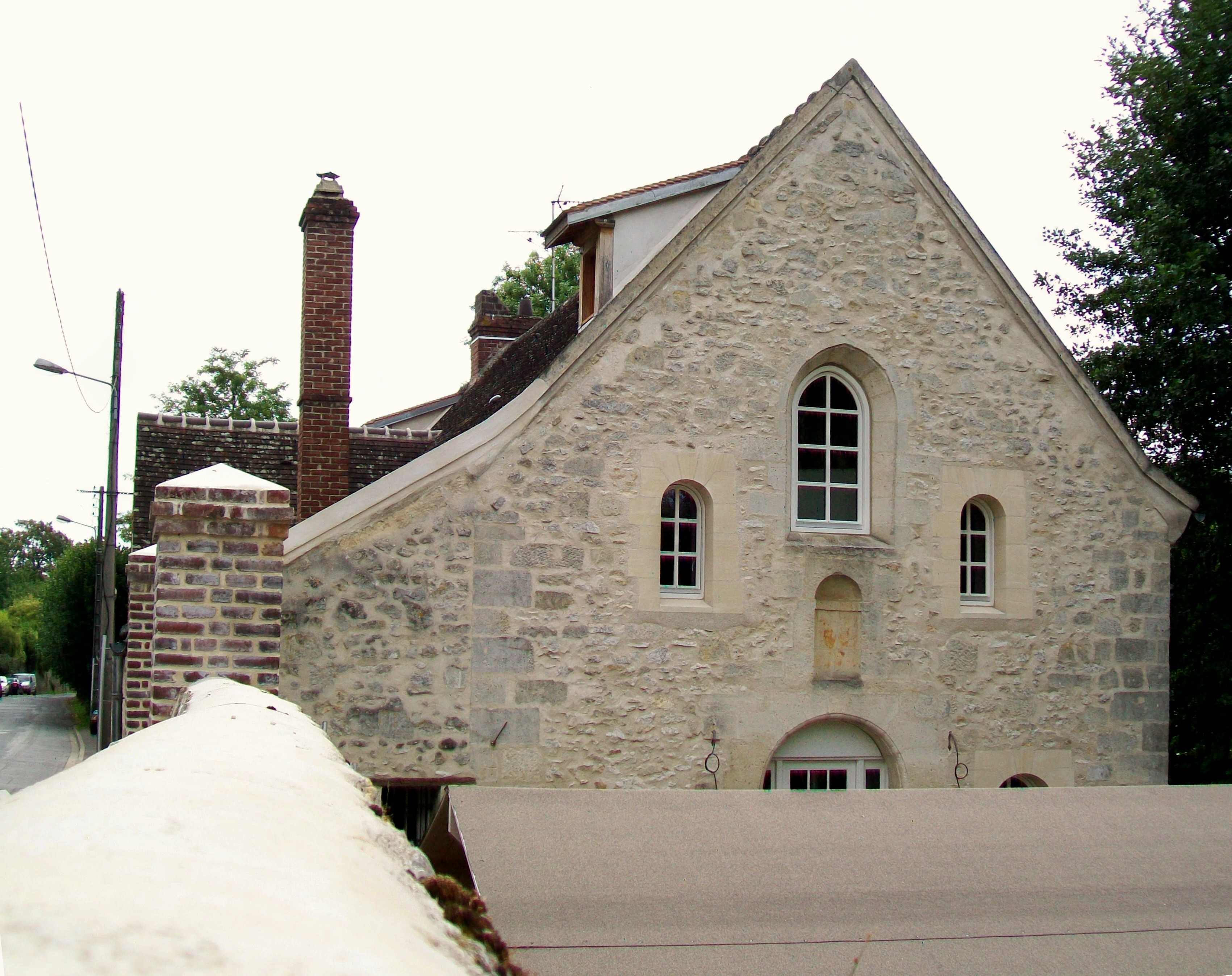
Senlis, Old Saint-Étienne templom, nyugati homlokzat, rue Saint-Étienne

1930-ban beköltözött egy felújított 16. századi paplakba, a Presbytère St-Etienne-be, Senlisben, Párizstól északra. Itt a Nonette folyó partján egy igényes kertet épített, ahol a korabeli művészek, írók és társasági szereplők körében jól ismert buliknak adott otthont. Rendszeres vendégek voltak Gertrude Stein, Alice B. Toklas, Elsa Schiaparelli, Dolly Wilde, Leslie Howard, Noël Haskins Murphy, Douglas Fairbanks, Sir Francis Cyril Rose, F. Scott és Zelda Fitzgerald. Janet Flanner, aki gyakori tanúja volt a senlisi bromfield birtokon megrendezett heti összejöveteleknek, egyszer azt mondta, hogy Bromfield „úgy gyűjtötte az embereket (és jegyezte az értéküket), ahogyan egyes férfiak a bélyegeket gyűjtik”.
Bromfield szenvedélye a kertészet iránt az 1930-as évek során fokozódott. Az intenzív kertészkedés technikáit Senlisben élő parasztszomszédjaitól tanulta meg, és szoros kapcsolatot alakított ki Edith Whartonnal, aki a Pavillon Colombe formális kertjeit tervezte, a közeli Saint-Brice-sous-Forêt-ben lévő birtokán.
Ebben az időszakban Bromfield két hosszú utat is tett Indiába. Meglátogatta Sir Albert Howard talajtani intézetét Indore államban (ahol Bromfield a korai biogazdálkodási módszereknek volt kitéve), és Baroda Cityben (a mai Vadodara) töltött időt Sayajirao Gaekwad III, Baroda maharadzsája vendégeként. Utazásai során a kritikusok által egyik legelismertebb bestsellere, a Árvíz Indiában (1937), amelyből egy népszerű 1939-es film készült, Myrna Loy és Tyrone Power főszereplésével. Később a könyvből befolyt összeget a Malabar Farm finanszírozására fordította, mondván, hogy „semmi sem lehet megfelelőbb, mint indiai nevet adni a farmnak, mert India lehetővé tette.”
A spanyol polgárháború végén Bromfield a párizsi székhelyű amerikai sebesültek sürgősségi bizottságának elnöke volt, amely segített hazatelepíteni az Abraham Lincoln Brigádokban harcoló önkénteseket. Később ezért az erőfeszítéséért megkapta a Francia Becsületrendet. Neville Chamberlain megbékítési politikájának szókimondó kritikusa (leginkább az 1939-es England, Dying Oligarchy című könyvében), röviddel a müncheni egyezmény után elhagyta Európát azzal a homályos tervvel, hogy Ohióba költözik, és egy „Istennek tetsző farmon” neveli fel gyermekeit.

### Malabar Farm és a Föld barátai
1938 decemberében Bromfield 600 hektárnyi elhasznált mezőgazdasági területet vásárolt Lucas falu közelében, Pleasant Valleyben, az Ohio állambeli Richland megyében. Felépített egy 19 szobás, görög újjászületés stílusú parasztházat, amelyet Nagy Háznak nevezett el. A New Deal ügynökségek, például a Soil Conservation Service és a Civilian Conservation Corps szakértelmének és munkaerejének felhasználásával Bromfield rehabilitálta földjét, és eközben kitanulta a talajvédelem alapelveit. Később a Malabart az általa „Új Mezőgazdaságnak” (New Agriculture) nevezett kirakatává alakította. A Malabarban népszerűsített új gazdálkodási technikák között szerepelt a zöldtrágya használata, a kontúr szántás, a „trash farming”, a lemezes komposztálás és a sávos termesztés.

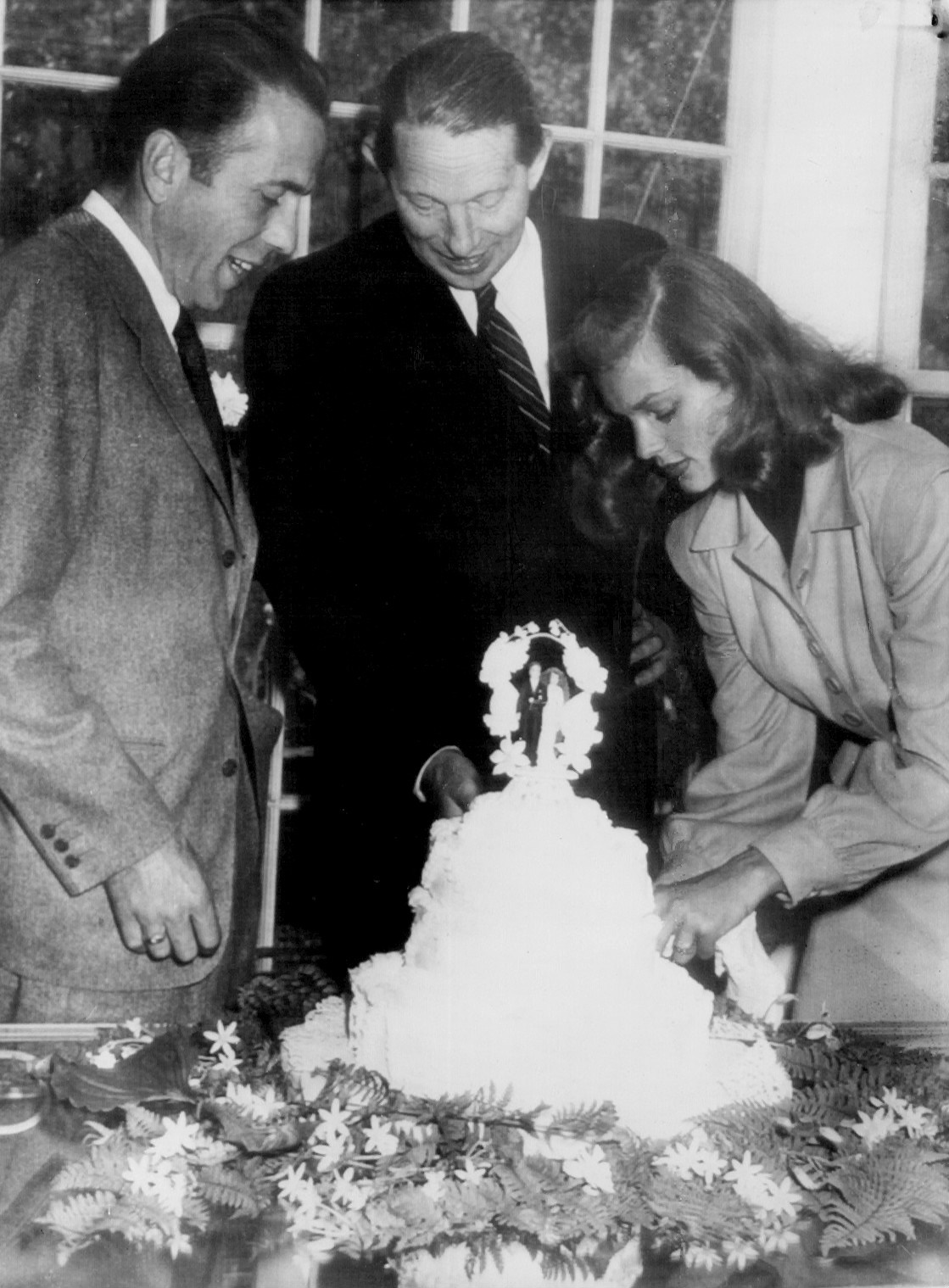
Louis Bromfield (középen) Humphrey Bogart és Lauren Bacall esküvőjén a Malabar Farmon (1945. május 21.)

1941-ben Bromfield az Egyesült Államok Talajvédelmi Szolgálatával szövetséges új nemzeti önkéntes szervezet, a Friends of the Land első alelnöke lett, amely a Dust Bowlban és más, széles körben elterjedt talajeróziós eseményekben csúcsosodó pusztító gazdálkodási gyakorlatok kijavítására törekedett. az 1930-as években. A szervezet a 20. századi ökológia és mezőgazdaság számos prominens hangját egyesítette, köztük Paul B. Searst, Hugh Hammond Bennettet és Aldo Leopoldot. Bromfield a hírességét a mezőgazdasági reformerek munkájának népszerűsítésére használta fel, köztük Edward Faulknert, akinek 1943-ban megjelent Plowman’s Folly című könyve kritizálta a sajtoló ekét, és a „szemetes gazdálkodást” (a talajművelés nélküli mezőgazdaság előfutára) szorgalmazta az erózió elkerülése és a talaj termékenységének megőrzése érdekében. Bromfield emellett segített népszerűsíteni a szervezet folyóiratát, a The Landet, amelyben E. B. White, John Dos Passos, Henry A. Wallace, Aldo Leopold, Rachel Carson és sokan mások.

Bromfield 1945-ben alapozta meg Malabar nemzeti hírnevét azzal, hogy házigazdája volt jó barátja, Humphrey Bogart és Lauren Bacall esküvőjének. Bromfield volt a vőfély. Malabart gyakran meglátogatták hírességek, köztük Kay Francis, Joan Fontaine, Ina Claire, Mayo Methot és James Cagney. E. B. White egy 1948-as New Yorker-versben ragadta meg a farm hangulatát.

### Hanyatlása és halála
Bromfield újonnan felfedezett érdeklődése a mezőgazdaság és a környezetvédelem iránt egybeesett irodalmi hírnevének összeomlásával. Az olyan kritikusok, mint Malcolm Cowley, Orville Prescott és Edmund Wilson, későbbi fikcióit mesterkéltnek és felületesnek tartották. Ennek ellenére Bromfield könyvei továbbra is népszerűek voltak az olvasók körében; 1947-ben megjelent Colorado című regénye több mint 1 millió példányban kelt el. Emellett elkezdett egy sor memoárt írni a mezőgazdaságról és a környezetvédelemről, kezdve a legkelendőbb Pleasant Valley-vel (1945).
Ahogy Bromfield irodalmi karrierje megingott, komoly anyagi nehézségekbe kezdett ütközni, amihez kísérleti farmja fenntartásának magas költségei és pazar életstílusa is hozzájárult. Számos sikertelen üzleti terv között megpróbált tőkét bevonni a Malabar műholdas változatainak létrehozásával a texasi Wichita Fallsban és a brazil Itatibában. Felesége, Mary 1952-ben bekövetkezett halála után kapcsolatba lépett Doris Duke milliárdos örökösnővel, akit érdekelt a kertészet és a természetvédelem. Bromfield 1956 elején azt mondta egy újság riporterének, hogy ő és Duke „lehet, hogy összeházasodnak”. De románcuk megszakadt egészségi állapota miatt. Mielóma multiplexben halt meg március 18-án a columbusi egyetemi kórházban.

## Befolyás és öröksége
Bromfield halála után a Malabar Farmot végül állami parkká és turistalátványossággá alakították. A Malabar Farm State Park évente látogatók ezreit fogadja, és fenntartja Bromfield vezetési filozófiájának bizonyos aspektusait. A park egyik figyelemre méltó eleme a Doris Duke Woods, amely Doris Duke-ról kapta a nevét, akinek az adománya segített megmenteni Malabart a fejlődéstől Bromfield halála után.
Mezőgazdasági írásai közül sok nyomtatásban maradt. A gazdálkodók és a környezetvédők, mint például Wendell Berry és Joel Salatin fontos befolyásként említették Bromfieldet. 1989-ben Louis Bromfieldet posztumusz beválasztották az Ohio-i Mezőgazdasági Hírességek Csarnokába, és 1996 decemberében, születésének századik évfordulóján az Ohio-i Mezőgazdasági Minisztérium mellszobrát helyezték el a róla elnevezett előcsarnokban, a tanszék új székhelyén, az ohiói reynoldsburgi központban.
Legfiatalabb lánya, Ellen Bromfield Geld Brazíliában folytatta apja munkáját, ahová férjével, Carson Gelddel 1952-ben költöztek. Farmot építettek, Fazenda Pau d’Alho néven, és Ellen az újság ismert rovatvezetője és írója lett. 2019-ben halt meg.

## Művei
- The Green Bay Tree, 1924
  - Az élet fája. Regény (The Green Bay Tree) – Dante, Budapest, 1943 · Fordította: Kilényi Mária
- Possession, 1925
  - Lilli Barr (Possession) – Dante, Budapest, 1942 · Fordította: S. Szőllősy Klára
- Early Autumn(wd), 1926
- A Good Woman, 1927
- The House of Women, 1927 stageplay
- The Work of Robert Nathan, 1927
- The Strange Case of Miss Annie Spragg, 1928
- Awake and Rehearse, 1929
- Tabloid News, 1930
- Twenty-four Hours, 1930
  - Huszonnégy óra (Twenty-Four Hours) – Athenaeum, Budapest, 1935 · Fordította: Pálóczi-Horváth György
- A Modern Hero(wd), 1932
  - Pierre Radier asszonyai (A Modern Hero) – Dante, Budapest, 1946 · Fordította: Szőllősy Klára
- The Farm(wd), 1933
  - A farm. Regény (The Farm) – Dante, Budapest, 1940 · Fordította: Déry Tibor
- Here Today and Gone Tomorrow, 1934
- The Man Who Had Everything, 1935
  - Akinek minden sikerült (The man who had everything) – Danubia, Pécs, 1941 · Fordította: Honti János
- It Had to Happen, 1936
  - Kilencvenes évek. Regény (It Had to Happen) – Dante, Budapest, 1940 · Fordította: Szalai Sándor
- Árvíz Indiában (The Rains Came), 1937
  - Árvíz Indiában (The Rains Came) – Dante, Budapest, 1939 · Fordította: Benedek Marcell
- McLeod's Folly, 1939
  - A szerkesztő úr. Regény (McLeod's Folly) – Dante, Budapest, 1942 · Fordította: Devecseriné Guthi Erzsébet
- England: A Dying Oligarchy, 1939
- Night in Bombay, 1940
  - Éjszaka Bombayben (Night in Bombay) – Dante, Budapest, 1941 · Fordította: Szalai Sándor
- Wild Is the River, 1941
  - Rohan a víz (Wild Is the River) – Dante, Budapest, 1943 · Fordította: Kilényi Mária
- Until the Day Break, 1942
  - Felhők mögött is derűs az ég (Until the Day Break) – Nova Irodalmi Intézet, Budapest, 1947 · Fordította: Bányász György
  - A meztelen táncosnő. Regény (Until the Day Break) – Testvériség-Egység, Noviszád, 1956 · Fordította: Sulhóf József
  - Ha felragyognak a csillagok (Until the Daybreak) – Black & White, Nyíregyháza, 2001 · ISBN 9639125172 · Fordította: Sulhóf József
- Mrs. Parkington, 1943
  - Mrs. Parkington (Mrs. Parkington) – Nova, Budapest, 1947 · Fordította: Jenes Nándor
- The World We Live In: Stories, 1944
- What Became of Anna Bolton, 1944 (Dutch translation: Wat gebeurde er met Anna Bolton. Den Haag: NBC, 1960)
  - Anna Bolton és a szerelem. Regény (What became of Anna Bolton) – Nova Irodalmi Intézet, Budapest, 1947 ·  · Fordította: Jenes Nándor
- Pleasant Valley, 1945
- Bitter Lotus, Cleveland, Ohio: The World Publishing Company, 1945 (German translation by Elisabeth Rotten, Wien, Stuttgart: Humboldt-Verlag, 1941)
  - Keserű lótusz. Regény (Bitter Lotus; Árvíz Indiában 2.) – Dante, Budapest, 1941 · Fordította: Bíró Sándor
- Twenty-four Hours, Zephyr Books Vol.12, Stockholm/London[45]
- A Few Brass Tacks, 1946
- Colorado, 1947
  - Colorado (Colorado) – Nova, Budapest, 1948 · Fordította: Bányász György
- Kenny, 1947
- Malabar Farm(wd), 1948
- The Wild Country, 1948
- Out of the Earth, 1950
- Mr. Smith, 1951
- The Wealth of the Soil, 1952
- Up Ferguson Way(wd), 1953
- A New Pattern for a Tired World, 1954
- Animals and Other People, 1955
- From My Experience, 1955
- Until the day break ?? (Dutch translation by A. Coster, Den Haag, J. Philip Krusemsn's uitg. mij.)

## Fordítás
- Ez a szócikk részben vagy egészben  a   Louis Bromfield című angol Wikipédia-szócikk fordításán alapul.  Az eredeti cikk szerkesztőit annak laptörténete sorolja fel. Ez a jelzés csupán a megfogalmazás eredetét és a szerzői jogokat jelzi, nem szolgál a cikkben szereplő információk forrásmegjelöléseként.